# Климавичюс, Арунас
Ару́нас Клима́вичюс (лит. Arunas Klimavicius; 5 октября 1982, Паневежис, Литовская ССР, СССР) — литовский футболист, защитник.

## Карьера
С 18 лет играл за клуб «Экранас». Чемпион Литвы 2005 года, обладатель Кубка Литвы 2000 года и Суперкубка 2006 года.
С 2007 по 2008 — игрок московского «Динамо».
В начале 2009 года в составе клуба «Крылья Советов» завоевал 3 место на «Кубке Ла-Манги». В марте 2009 года подписал контракт с екатеринбургским «Уралом» на один сезон.
В ноябре 2009 года подписал контракт с «Сибирью» на два сезона. В конце 2010 года был выставлен на трансфер.
В 2011 году играл в казахстанском клубе «Жетысу» Талдыкорган.
В декабре 2011 стал игроком клуба «Актобе».

## Достижения

### Командные
«Экранас»
- Чемпион Литвы: 2005
- Обладатель Кубка Литвы: 2000
- Обладатель Суперкубка Литвы: 2006

«Динамо» (Москва)
- Бронзовый призёр чемпионата России: 2008

«Жетысу»
- Серебряный призёр чемпионата Казахстана: 2011

«Актобе»
- Бронзовый призёр чемпионата Казахстана: 2012

## Личная жизнь
Младший брат Линас также футболист.

## Статистика выступлений в клубах
| Сезон | Команда       | Игр | Голов |
| ----- | ------------- | --- | ----- |
| 2000  | Экранас       | 9   | 0     |
| 2001  | Экранас       | 22  | 1     |
| 2002  | Экранас       | 14  | 2     |
| 2003  | Экранас       | 28  | 3     |
| 2004  | Экранас       | 27  | 3     |
| 2005  | Экранас       | 34  | 3     |
| 2006  | Экранас       | 34  | 6     |
| 2007  | Динамо Москва | 9   | 1     |
| 2008  | Динамо Москва | 14  | 1     |
| 2009  | Урал          | 25  | 5     |
| 2010  | Сибирь        | 11  | 1     |
| 2011  | Жетысу        | 27  | 6     |
| 2012  | Актобе        | 16  | 1     |
| 2013  | Жетысу        | 13  | 0     |